# Cinderella Horse
Cinderella Horse ist ein US-amerikanischer Kurzfilm aus dem Jahr 1948 von De Leon Anthony, Harry O. Hoyt und Edwin E. Olsen. Gordon Hollingshead als Produzent war mit dem Film für einen Oscar nominiert.

## Inhalt
Der Film erzählt von „Cinderella“, einem ganz besonderen Vollblutpferd. 

## Produktion, Veröffentlichung
Es handelt sich um eine von Vitaphone Films hergestellte Produktion für Warner Bros., die The Sports Parade Series als 13. Film des Jahres 1948 zugerechnet wird.
Der Film wurde in den USA vorab am 26. Dezember 1948 erstmals gezeigt, am 23. April 1949 kam er dann allgemein ins Kino. 

## Auszeichnung
Gordon Hollingshead war mit dem Film auf der Oscarverleihung 1949 in der Kategorie „Bester Kurzfilm“ (1 Filmrolle) für einen Oscar nominiert, der jedoch an Edmund Reek und den schwedischen Film Menschen in der Stadt (Människor i stad) ging, der Stimmungsbilder aus Stockholm zeigt.